# 鹿目けい子
鹿目 けい子（かのめ けいこ、1975年 - ）は、日本の脚本家、小説家。福島県会津若松市出身。アンドリーム（&REAM）所属。
2006年の第19回フジテレビヤングシナリオ大賞佳作を「永遠のはかなさ」により受賞し、翌2007年公開の映画『本日の猫事情』で脚本家としてデビュー。
『同級生』により第1回JUNON恋愛小説大賞を受賞し、『体育館ベイビー』とともに2008年に映画化。また、『TEEN』により第10回函館港イルミナシオン映画祭シナリオ大賞の優秀賞 を受賞している。

## 作品

### 映画
- 本日の猫事情（2007年）
- 同級生（2008年）
- 体育館ベイビー（2008年）
- ラムネ（2009年）
- ハローグッパイ（2010年）
- 君の好きなうた（2011年）※ 柴山健次との共同
- ラブクラフト・ガール（2013年）
- たいむすりっぷメガネ（2013年）
- パーフェクトワールド 君といる奇跡（2018年）
- ダウト〜嘘つきオトコは誰?〜（2019年）
- 記憶屋 あなたを忘れない（2020年）※ 平川雄一朗との共同
- 癒しのこころみ〜自分を好きになる方法〜（2020年）※ ますもとたくや・錦織伊代との共同
- 君が落とした青空（2022年）

### テレビドラマ
- D-NEXT「流れ星」（2013年、日本テレビ）
- キャロリング〜クリスマスの奇跡〜（2014年、NHK BSプレミアム）
- ある日、アヒルバス（2015年、NHK BSプレミアム）
- はぶらし/女友だち（2016年、NHK BSプレミアム）
- グッドモーニング・コール（2016年、フジテレビ）
- グッドモーニング・コール our campus days（2018年、フジテレビ）
- 連続テレビ小説 わろてんかスピンオフ「ラブ＆マンザイ〜LOVE and MANZAI」（2018年4月21日、NHK BSプレミアム）
- チート〜詐欺師の皆さん、ご注意ください〜（2019年、読売テレビ）
- ごほうびごはん（2021年、BSテレ東）
- ケイ×ヤク〜あぶない相棒（2022年、読売テレビ）
- 夫婦が壊れるとき（2023年、日本テレビ）
- ブラックポストマン（2023年、テレビ東京)
- どうか私より不幸でいて下さい（2024年、日本テレビ）
- あのクズを殴ってやりたいんだ（2024年、TBSテレビ）
- いきなり婚（2025年、日本テレビ）

### テレビアニメ
- ちびまる子ちゃん（2012年 - 2015年、フジテレビ）

### 配信ドラマ
- 世界の終わりに咲く花（2010年）
- 今夜＠青デニ、婚活ノート（2011年）
- グッドモーニング・コール（2016年、フジテレビオンデマンド、Netflix）
- ホットママ（2021年、Amazonプライム・ビデオ）
- 結婚するって本当ですか（2022 Amazonプライムビデオ）
- シコふんじゃった！（2022年、ディズニープラス）
- 僕の愛しい妖怪ガールフレンド（2024年Amazonプライム・ビデオ）

### 舞台
- 獣電戦隊キョウリュウジャーショーシリーズ第4弾『メッチャ進化！Gロッソdeカーニバル！！』（2013年）

### 漫画原作
- 世界の終わりに咲く花（2010年）

### ノンフィクション
- エルと過ごした9か月　盲導犬のたまごがくれたもの（2014年）

### ゲーム
- 復讐のキスをあなたに（2012年）

## 書籍

### 小説
- WHITE WEDDING ホワイト・ウェディング（2007年、SDP、ISBN 978-4-903620-20-6） - 「筆耕屋」収録
- あの日に戻れたら（2007年、主婦と生活社、ISBN 978-4-391-13481-0） - 「同級生」 収録
- 乙女プロレス（2011年、リンダパブリッシャーズ、ISBN 978-4-8030-0258-4）
- すもうガールズ（2017年、幻冬舎文庫）
- 一度死んでみた（2019年、幻冬舎文庫、ISBN 978-4-344-42915-4） - 澤本嘉光との共著
- まともじゃないのは君も一緒（2021 朝日文庫）